# Unión Deportiva Almería
La Unión Deportiva Almería, più semplicemente Almería, è una società calcistica spagnola della città di Almería, in Andalusia. Milita nella Segunda División, la seconda divisione del campionato spagnolo di calcio. 
Fondato nel 1989 come Almería Club de Fútbol, il club ha mutato denominazione nell'attuale nel 2001. Ha esordito in Primera División nel 2007-2008. Gioca le partite casalinghe allo stadio dei Giochi del Mediterraneo, dotato di 15 274 posti a sedere.

## Storia
Il club nasce nel 1989 come Almería Club de Fútbol e cambia denominazione nel 2001 con l'intento di trovare l'unità nel calcio almeriense al fine di avere una squadra competitiva. In ogni caso le origini del calcio ad Almería risalgono al 1909, con l'Almería Foot-ball Club.

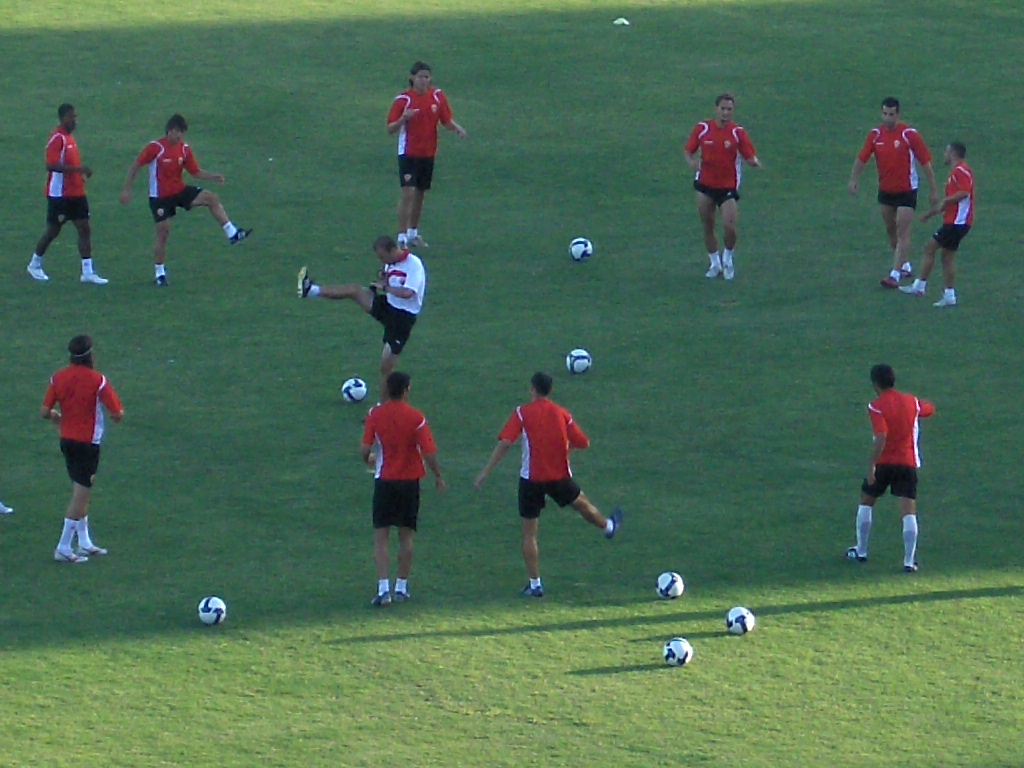
I giocatori dell'Almería durante un allenamento.

Nella sua breve storia la squadra ha avuto diversi allenatori. Dalla sua creazione nel 2001 fino a metà stagione 2003-2004 fu Juan Martínez Casuco, tecnico grazie al quale l'Almería conquistò la promozione in Segunda, si salvò l'anno successivo e fece un eccellente inizio di stagione nel 2003-04, arrivando anche a toccare la vetta della serie cadetta. Da quel momento però la squadra cominciò a soffrire fino a scendere a metà classifica, e Casuco fu esonerato dal suo incarico. Fu provvisoriamente sostituito dall'allenatore in seconda Alfonsín, ma presto venne chiamato alla guida della squadra Luís Ángel Duque. Nelle ultime giornate di quel campionato questi fu anch'egli esonerato e Alfonsín riprese le redini del team portandolo alla salvezza. La stagione successiva (2004-2005) la squadra fu inizialmente affidata a Fernando Castro Santos, anch'egli presto esonerato, fino al ritorno di Alfonsín e alla successiva chiamata di Paco Flores.

## Storia del calcio ad Almería
Molti club si sono susseguiti negli anni nella città andalusa ma nessuno ha ottenuto i risultati sportivi del Unión Deportiva Almería S.A.D. .
Il calcio arrivò ad Almería quando un gruppo di ragazzi decise di fondare nell’aprile del 1909 il primo club cittadino ovvero l’ Almería Foot-ball Club. Pochi mesi più tardi il fervore creativo non si placa così nasce, quasi in concomitanza, l’ Almería Sporting Club.
Sono anni in cui il gioco del calcio va pian piano assoldando interessati e quindi nel 1914 ai già citati club cittadini si affianca una terza squadra che viene chiamata Athletic Club de Almería. Quest’ultima avrà vita breve e nel 1918 sparisce.
La rivalità tra le due compagini rimaste in vita è accesa fino al 1925 anno in cui l’Almería F.C si scioglie in via definitiva. L’Almería S.C, invece, riesce perfino a iscriversi alla Federación Sur, tuttavia con l’arrivo del professionismo, nel 1928, anche il club sportinguista cessa di esistere.
Almería resta per tre lunghi anni senza una rappresentante, fin quando nel 1931 vede la luce l'Athletic Foot-ball Club Almeria , che nel 1933 cambierà nome in Athletic Club de Almería , società che nel 1934 riesce a giocare una stagione in Tercera División. Dopo una sola stagione passata tra i professionisti nel 1935, complice la non ammissione alla nuova Segunda División, il sodalizio andaluso termina la propria esistenza per motivi economici.
L’eredità di quest’ultima viene presa dall’ U.D. Almeriense  nel febbraio del 1935, tuttavia a causa dell’incombente Guerra Civile Spagnola, il club non vedrà mai la luce.
Durante il periodo post-bellico furono molti i club che nacquero ma nessuno ebbe la fortuna e le capacità economiche per ambire al professionismo. Ci provò il Club Recreativo de Almería  ma gli scarsi successi non gli diedero la popolarità che ci si aspettava, fino a quando nel 1946 il C.D. Ferroviario , fondato nel 1942 sotto il nome di Almería Club Deportivo , viene sorprendentemente promosso in Tercera División.
Il nome della società, molto poco riconoscibile secondo le autorità cittadine, viene cambiato in  Almería Club de Fútbol .
A seguito della retrocessione ottenuta nella stagione 1946-47, poi revocata per la riforma dei campionati, le autorità locali decidono di fondere l'Almería Club de Fútbol con un altro club almeriense appena promosso in Tercera División per la stagione 1947-48 ovvero il Náutico Almería C.D. dando così vita all’ Unión Deportiva Almería . La squadra, che cambiò denominazione nel 1953 convertendosi così in Club Atlético Almería , gioca per undici stagioni consecutive in Tercera División venendo promossa in Segunda División nel 1958. Dopo un esordio più che promettente nel secondo livello del calcio spagnolo conclusosi con il terzo posto nella stagione 1958-59, l’anno successivo, complice l’ultima piazza ottenuto dai biancorossi nel 1959-60, fanno da apripista al fallimento del club che avverrà al termine della stagione per motivi economici. In basso vengono riportate le stagioni del Club Atlético Almería .
La città resta di nuovo orfana di una squadra nelle Categorie Nazionali fin quando il Club Hispania Frente de Juventudes , società fondata nel 1955, riesce a vincere il campionato regionale nel 1961 arrivando a disputare la Tercera División per la stagione 1961-62. Appoggiata dal comitato cittadino, cambia nome in Club Hispania de Almería , diventando il primo club della città che si affaccia sul Mediterraneo. 
Nel 1964 cambia denominazione in Club Deportivo Almería . Il congiunto almeriense dopo svariati tentativi e ingenti sforzi economici per poter accedere alla Segunda División, nel 1969 con ancora 10 giornate da disputare, si ritira dal campionato e fallisce al termine della stagione lasciando ancora una volta Almería senza una squadra di peso. In basso vengono riportate le stagioni del Club Hispania/ Club Deportivo Almería .
Rimasta ancora una volta senza una squadra di spicco, il calcio ad Almeria resta una chimera fino a quando tre club di quartiere: Plus Ultra C.F. , U.D. Pavía  e Arenas C.F. decidono di unire le forze per dare alla città una squadra che possa rappresentare tutti gli almeriensi, nasce così l’ Agrupación Deportiva Almería. 
La squadra riuscirà a conseguire un notevole successo partendo dalle Divisioni Regionali fino ad arrivare, per la prima volta per il club andaluso, alla Primera División nelle stagioni 1979-80 e 1980-81. Tuttavia a seguito della retrocessione in Segunda División nella stagione 1981-82 e i numerosi debiti accumulati portano anche l'Agrupación al fallimento. In basso vengono riportate le stagioni dell’ Agrupación Deportiva Almería .
Rimasta per l’ennesima volta senza una società di élite l’incarico di essere la prima squadra cittadina ricade sul Club Polideportivo Almería , sodalizio che nasce nel 1983 e che mai riuscirà ad imporsi come squadra faro del movimento calcistico almeriense. La responsabilità di formare un club duraturo e di successo cade, nel 1989, nelle mani dell’ Almería Club de Fútbol , successivamente denominato Unión Deportiva Almería  nel 2001, che riuscirà ad imporsi nel calcio nazionale fino a disputare la Primera División in sei occasioni.

## Statistiche
Dalla stagione 1991-1992 alla 2024-2025, il club ha ottenuto le seguenti partecipazioni ai campionati nazionali:
| Livello | Categoria          | Partecipazioni | Debutto   | Ultima stagione | Totale |
| ------- | ------------------ | -------------- | --------- | --------------- | ------ |
| 1º      | Primera División   | 8              | 2007-2008 | 2023-2024       | 8      |
| 2º      | Segunda División   | 17             | 1995-1996 | 2024-2025       | 17     |
| 3º      | Segunda División B | 6              | 1993-1994 | 2001-2002       | 6      |
| 4º      | Tercera División   | 2              | 1992-1993 | 1999-2000       | 2      |
| 5º      | División Regional  | 1              | 1991-1992 | 1991-1992       | 1      |

## Stadio
L'Estadio de los Juegos Mediterráneos fu inaugurato nel 2004 e, come suggerisce il nome, fu costruito in occasione dei Giochi del Mediterraneo 2005, disputatisi proprio ad Almería.
Ha una capacità di 15.050 posti ma questi sono aumentabili a 25.000 grazie a gradinate suppletive. Si trova in periferia, nel quartiere della Vega de Acá. Fino al 2004 la squadra attuale e tutte le altre squadre di Almería giocavano nell'Estadio Juan Rojas, con 13.000 posti, situato nella parte nord della città.

## Settore giovanile
Come molte altre società spagnole, gli andalusi possiedono una squadra filiale, l'Almería B che nella stagione 2014-2015 milita in Segunda División B per la 5ª volta di fila.

## Rosa 2025-2026
Rosa e numerazione sono aggiornate al 9 agosto 2025.
| N. |                      | Ruolo | Calciatore       |
| -- | -------------------- | ----- | ---------------- |
| 1  | Spagna (bandiera)    | P     | Andrés Fernández |
| 2  | Spagna (bandiera)    | C     | Arnau Puigmal    |
| 3  | Spagna (bandiera)    | C     | Edgar González   |
| 4  | Brasile (bandiera)   | D     | Kaiky            |
| 5  | Argentina (bandiera) | C     | Lucas Robertone  |
| 6  | Senegal (bandiera)   | C     | Dion Lopy        |
| 7  | Brasile (bandiera)   | C     | Lázaro           |
| 8  | Spagna (bandiera)    | C     | Gonzalo Melero   |
| 9  | Colombia (bandiera)  | A     | Luis Suárez      |
| 10 | Spagna (bandiera)    | C     | Nico Melamed     |
| 11 | Spagna (bandiera)    | C     | Sergio Arribas   |
| 12 | Brasile (bandiera)   | A     | Léo Baptistão    |

| N. |                       | Ruolo | Calciatore             |
| -- | --------------------- | ----- | ---------------------- |
| 13 | Spagna (bandiera)     | P     | Fernando Martínez      |
| 15 | Ghana (bandiera)      | C     | Iddrisu Baba           |
| 16 | Serbia (bandiera)     | D     | Aleksandar Radovanović |
| 17 | Spagna (bandiera)     | D     | Alejandro Pozo         |
| 19 | Serbia (bandiera)     | A     | Marko Milovanović      |
| 20 | Spagna (bandiera)     | D     | Álex Centelles         |
| 21 | Spagna (bandiera)     | D     | Chumi                  |
| 23 | Spagna (bandiera)     | C     | Selvi Clua             |
| 27 | Portogallo (bandiera) | C     | Gui                    |
| 28 | Marocco (bandiera)    | A     | Rachad Fettal          |
|    | Portogallo (bandiera) | P     | Luís Maximiano         |
|    | Italia (bandiera)     | D     | Federico Bonini        |

## Palmarès

### Competizioni nazionali
- Segunda División B: 1

1977-1978 (gruppo II)
- Segunda División: 1

2021-2022

## Giocatori
Miodrag Anđelković, alla fine degli anni novanta, fu tra i calciatori stranieri dell'Almería.